# Fafe
Fafe ist eine Gemeinde und Stadt (Cidade) in Portugal mit 15.455 Einwohnern (Stand 19. April 2021).

## Geschichte
Eine Besiedlung des Ortes in der Castrokultur und weiter zurück bis etwa ins 4. Jahrtausend v. Chr. wird durch Funde und Ausgrabungen belegt, etwa Grabstätten und Überreste von Wallburgen (Portugiesisch: Castro). Weitere Funde, etwa Keramik, zeigen die römische Vergangenheit des Ortes. Fafe wurde erstmals im 12. Jahrhundert offiziell dokumentiert. Seit dem 13. Jahrhundert war Fafe eine Gemeinde des Kreises Monte Longo, der 1513 durch König Manuel I. erneuerte Verwaltungsrechte (Foral) erhielt.
Fafe wurde später Sitz des Kreises Santa Eulália Antiga, und 1836, im Zuge der Reformen von Manuel Passos, auch Namensgeber des Kreises. Fafe wurde 1840 zur Vila (Kleinstadt mit Verwaltungsrechten), und 1986 zur Stadt erhoben.

## Verwaltung

### Kreis
Fafe ist Sitz eines gleichnamigen Kreises. Die Nachbarkreise sind (im Uhrzeigersinn im Norden beginnend): Póvoa de Lanhoso, Vieira do Minho, Cabeceiras de Basto, Celorico de Basto, Felgueiras sowie Guimarães.
Mit der Gebietsreform im September 2013 wurden mehrere Gemeinden zu neuen Gemeinden zusammengefasst, sodass sich die Zahl der Gemeinden von zuvor 36 auf 25 verringerte.
Die folgenden Gemeinden (freguesias) liegen im Kreis Fafe:

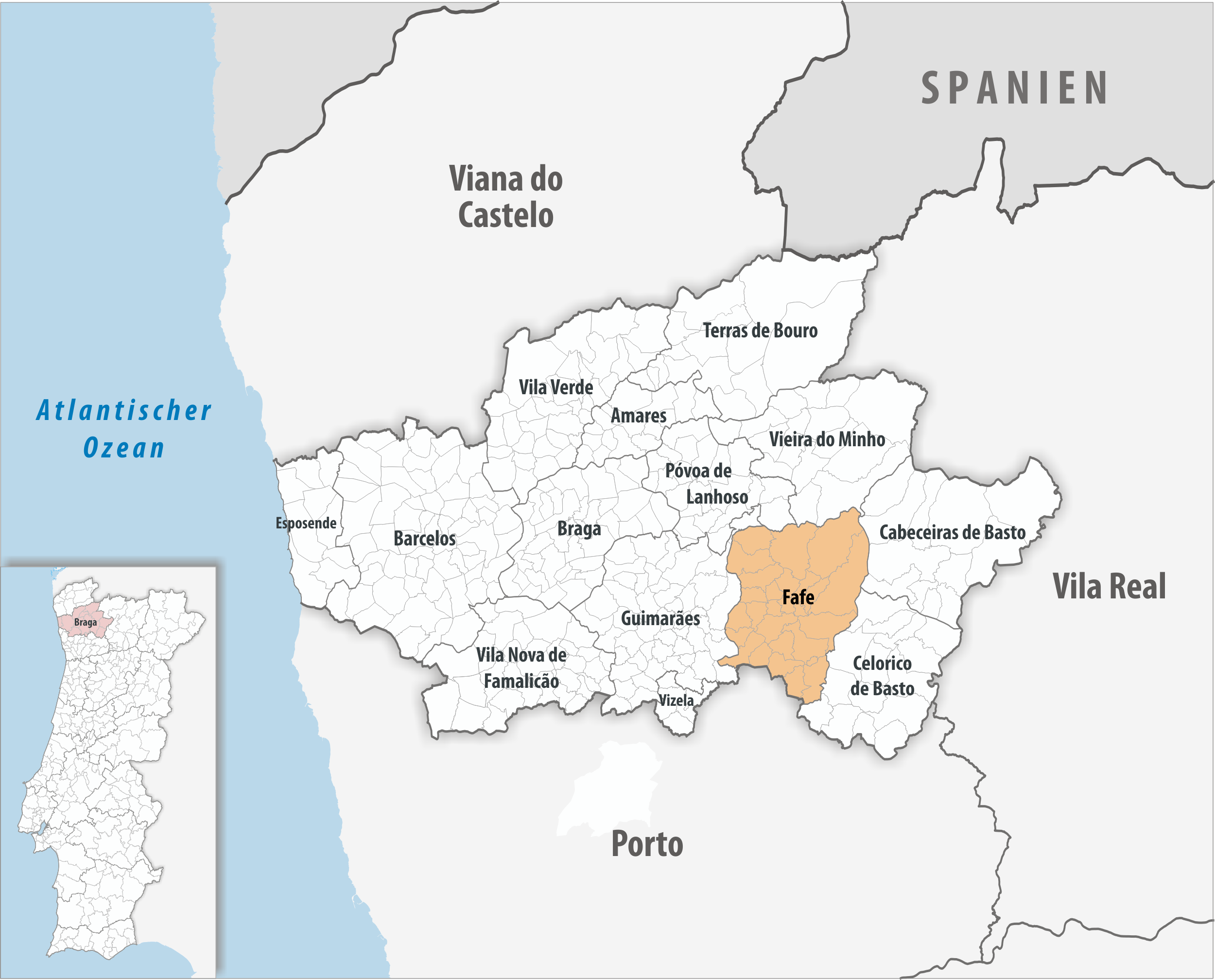
Kreis Fafe

| Gemeinde                             | Einwohner (2021) | Fläche km² | Dichte Einw./km² | LAU- Code |
| ------------------------------------ | ---------------- | ---------- | ---------------- | --------- |
| Aboim, Felgueiras, Gontim e Pedraído | 773              | 25,68      | 30               | 030737    |
| Agrela e Serafão                     | 1.208            | 9,19       | 131              | 030738    |
| Antime e Silvares (São Clemente)     | 1.940            | 5,57       | 348              | 030739    |
| Ardegão, Arnozela e Seidões          | 949              | 9,78       | 97               | 030740    |
| Armil                                | 687              | 4,65       | 148              | 030705    |
| Cepães e Fareja                      | 2.152            | 7,39       | 291              | 030741    |
| Estorãos                             | 1.540            | 5,90       | 261              | 030708    |
| Fafe                                 | 15.455           | 7,97       | 1.939            | 030709    |
| Fornelos                             | 1.352            | 2,45       | 553              | 030712    |
| Freitas e Vila Cova                  | 747              | 11,48      | 65               | 030742    |
| Golães                               | 2.024            | 4,70       | 431              | 030714    |
| Medelo                               | 1.543            | 2,52       | 613              | 030716    |
| Monte e Queimadela                   | 659              | 20,37      | 32               | 030743    |
| Moreira do Rei e Várzea Cova         | 1.656            | 29,17      | 57               | 030744    |
| Paços                                | 1.015            | 4,10       | 248              | 030719    |
| Quinchães                            | 2.171            | 10,61      | 205              | 030722    |
| Regadas                              | 1.537            | 5,90       | 260              | 030723    |
| Revelhe                              | 788              | 4,91       | 160              | 030724    |
| Ribeiros                             | 545              | 4,96       | 110              | 030725    |
| Santa Cristina de Arões              | 1.550            | 3,95       | 392              | 030726    |
| São Gens                             | 1.643            | 14,80      | 111              | 030728    |
| São Martinho de Silvares             | 1.256            | 6,29       | 200              | 030729    |
| São Romão de Arões                   | 3.293            | 5,72       | 576              | 030730    |
| Travassós                            | 1.444            | 8,14       | 177              | 030733    |
| Vinhós                               | 570              | 2,88       | 198              | 030736    |
| Kreis Fafe                           | 48.497           | 219,08     | 221              | 0307      |

### Bevölkerungsentwicklung
| Einwohnerzahl im Kreis Fafe (1849–2011) | Einwohnerzahl im Kreis Fafe (1849–2011) | Einwohnerzahl im Kreis Fafe (1849–2011) | Einwohnerzahl im Kreis Fafe (1849–2011) | Einwohnerzahl im Kreis Fafe (1849–2011) | Einwohnerzahl im Kreis Fafe (1849–2011) | Einwohnerzahl im Kreis Fafe (1849–2011) | Einwohnerzahl im Kreis Fafe (1849–2011) |
| --------------------------------------- | --------------------------------------- | --------------------------------------- | --------------------------------------- | --------------------------------------- | --------------------------------------- | --------------------------------------- | --------------------------------------- |
| 1849                                    | 1900                                    | 1930                                    | 1960                                    | 1981                                    | 1991                                    | 2001                                    | 2011                                    |
| 13.416                                  | 27.346                                  | 32.959                                  | 43.782                                  | 45.828                                  | 47.862                                  | 52.757                                  | 50.633                                  |

### Bildung und Kultur
- Das Institut für Hochschulstudien Fafe bietet Bachelor- und Masterstudiengänge in Pädagogik, Tourismus und Technologie.
- Der Kulturverein Confraria da Vitela Assada a Moda de Fafe (CVAMF) wurde am 6. Juli 2013 von Honoratoren der Stadt im Beisein von Gästen aus Sens und Lörrach gegründet.

### Städtepartnerschaften
- Porto Seguro, Brasilien
- Sens, Frankreich
- Soisy-sous-Montmorency[6], Frankreich

## Museen
- Museu do Automóvel Fafe (Automuseum)[7]
- Museu das Migrações e das Comunidades (Migrationsmuseum)
- Museu Hidroeléctrico de Santa Rita (Wasserkraftwerksmuseum)
- Museu da Imprensa de Fafe (Druckerei- und Pressemuseum von Fafe)

## Sport
- Die Stadt beheimatet den 1958 gegründeten Fußballverein Associação Desportiva de Fafe.
- Fafe war die 6. Etappe der Portugal-Rundfahrt 2006,
- 9. Etappe des Rad-Etappenrennens 2007,
- Gastgeber der internationalen Jugendspiele Fafe-Sens-Lörrach 2013

## Persönlichkeiten
- António de Vilas-Boas e Sampaio (1629–1701), Genealoge, Historiker und Schriftsteller
- António Manuel Lopes Vieira de Castro (1766–1842), Geistlicher und Minister, Politiker des Liberalismus
- José Bressane de Leite Perry (1862–1929), Politiker auf den Azoren
- Hans Fischer-Schuppach (1906–1987), deutscher Maler, Zeichner und Buchillustrator der klassischen Moderne
- Joaquim Gonçalves (1936–2013), Altbischof von Vila Real
- Tomané (* 1992), Fußballspieler